# بوبي دونوفان
بوبي دونوفان (بالإنجليزية: Bobby Donovan)‏ هو لاعب قذف أيرلندي، ولد في 1927 في Newbawn ‏ في جمهورية أيرلندا، وتوفي في 27 أكتوبر 2009.